# Blu-ray Audio
High Fidelity Blu-ray Pure Àudio, més conegut com a Blu-ray Àudio, és un disc òptic que es va començar a comercialitzar l'any 2013 a iniciativa d'Universal Music. Aquest disc és una versió del Blu-ray concebut per escoltar música en equips d'alta fidelitat (Hi-fi). És el successor de l'extiingit DVD-Àudio; una de les grans diferències respecte al seu predecessor, és que Blu-ray Àudio es pot reproduir en qualsevol reproductor de Blu-ray, a diferència del DVD-Al fet que necessitava un reproductor compatible. El Blu-ray Àudio reprodueix música en tres formats d'alta fidelitat: LPCM, Dolby True HD i DTS-HD Master Àudio, tots ells poden escoltar-se tant en so envoltant 5.1 com en estèreo. Posseeix una profunditat de 24 bits i una freqüència de mostreig de 192 kilohertzs (kHz), a diferència del CD que està limitat a 16 bits i 44.1 kHz. Aquest format no té com a objectiu reemplaçar l'obsolet CD, doncs està enfocat a un sector diferent del mercat, com els audiòfils o persones que compten amb equips Hi-fi i desitgen escoltar música amb la major qualitat i fidelitat possible.
Després de pocs anys al mercat, el BDA no va aconseguir complir les expectatives i va acabar decaient, especialment fora dels Estats Units, seguint així el mateix camí que els seus antecessors. L'escàs catàleg disponible, el seu elevat preu i la irrupció de pàgines web dedicades a la venda de música digital en alta definició, van propiciar el seu fracàs.